# Krameriovy císařsko-královské vlastenecké noviny
Krameriovy císařsko-královské vlastenecké noviny bylo periodikum, které od července 1789 vydával v Praze český nakladatel Václav Matěj Kramerius. Jako první ryze české vlastenecké noviny sehrály významnou roli v procesu českého národního obrození.

## Historie
Původní název novin zněl Císařské královské pražské poštovské noviny, po čase jej Kramerius změnil na Krameriusovy c. k. pražské poštovské noviny a od ledna 1791 vycházely pod názvem Krameriovy c. k. vlastenecké noviny. První číslo vyšlo 4. července 1789. Mělo náklad 450 výtisků. Ve vrcholném období se náklad vyšplhal až na 1500 výtisků.
Kramerius, který měl za sebou tři roky práce v Schönfeldských c. k. pražských novinách, si svoje poštovské noviny připravoval téměř sám. Kromě svých vlastních textů, úředních vyhlášek a oznámení, jakož i překladů ze zahraničních týdeníků (především z Wiener Kölner Zeitung), uveřejňoval Kramerius i články několika dopisovatelů. Noviny, jejichž součástí byla i kulturní rubrika, měly silně osvětový a buditelský charakter, často brojily proti pověrám, měly i zvláštní naučné přílohy se zeměpisnou, ekonomickou či dějepisnou tematikou. Krize novin přišla po roce 1795, kdy je začala přísněji postihovat cenzura a jejich hospodářské výsledky ovlivnila i ekonomická krize.
Noviny zanikly s Krameriovým úmrtím roku 1808.